# Durand (Michigan)
Durand è un comune degli Stati Uniti d'America, situato nello Stato del Michigan, nella contea di Shiawassee.